# Judy Geeson
Judith Amanda Geeson dite Judy Geeson (née le 10 septembre 1948  à Arundel, Sussex, Angleterre) est une actrice britannique. 

## Biographie
Elle est élève au conservatoire Corona à Londres et fait ses débuts au théâtre à l'âge de 9 ans.
Spécialisée au début de sa carrière dans les rôles d'adolescente rebelle ou délurée, Judy Geeson a par la suite beaucoup tourné dans des films policiers, de science-fiction ou d'horreur. Elle réside et travaille depuis 1984 à Los Angeles, où elle a été mariée de 1985 à 1989 à l'acteur Kristoffer Tabori.

## Filmographie

### Cinéma
- 1967 : Trois petits tours et puis s'en vont (Here We Go Round the Mulberry Bush) de Clive Donner : Mary Gloucester
- 1967 : Les Anges aux poings serrés (To Sir, with Love) de James Clavell : Pamela Dare
- 1968 : Le Cercle de sang (Berserk !) de Jim O'Connolly : Angela Rivers
- 1968 : Prudence et La Pilule (Prudence and the Pill) de Fielder Cook : Geraldine Hardcastle
- 1968 : Les requins volent bas (Hammerhead) de David Miller : Sue Trenton
- 1969 : Auto-Stop girl (Three into Two Won't Go) de Peter Hall : Ella Patterson
- 1970 : L'Exécuteur (The Executioner) de Sam Wanamaker : Polly Bendel
- 1970 : Goodbye Gemini de Alan Gibson : Jacki
- 1971 : L'Étrangleur de Rillington Place (10 Rillington Place) de Richard Fleischer : Beryl Evans
- 1972 : Doomwatch de Peter Sasdy : Victoria Brown
- 1972 : Sueur froide dans la nuit (Fear in the Night) de Jimmy Sangster : Peggy Heller
- 1974 : Percy's Progress (en) de Ralph Thomas : Dr. Fairweather
- 1975 : Diagnostic : Meurtre (Diagnosis: Murder) de Sidney Hayers : Helen
- 1975 : Brannigan de Douglas Hickox : Jennifer Thatcher
- 1976 : Les Aventures érotiques d'un chauffeur de taxi (en) (Adventures of a Taxi Driver) de Stanley Long : Nikki
- 1976 : L'aigle s'est envolé (The Eagle Has Landed) de John Sturges : Pamela Verecker
- 1976 : Carry On England de Gerald Thomas
- 1979 : Dominique de Michael Anderson : Marjorie Craven
- 1981 : Inseminoid de Norman J. Warren : Sandy
- 2012 : The Lords of Salem de Rob Zombie : Lacy Doyle
- 2016 : 31 de  Rob Zombie : Sister Dragon

### Télévision
- 1965 : Destination Danger
- 1966 : L'Homme à la valise (Man in a Suitcase) - Sue Mandel
- 1975 : Cosmos 1999 (Space: 1999) - Regina Kesslann
- 1975 - 1977 : Poldark - Caroline Enys
- 1976 : Star Maidens - Fulvia
- 1978 : Le Retour du Saint - (Return of the Saint), 1er épisode
- 1979 : Danger UXB - Susan
- 1985, 1986 : Arabesque (Murder, She Wrote )
- 1986 : Agence tous risques (The A-Team)
- 1988 : MacGyver (saison 3, épisode 14 "Étrange trio") - Liane Auber
- 1989 : MacGyver
- 1992 - 1998 : Dingue de toi (Mad About You) - Maggie Conway
- 1995 : Star Trek : Voyager
- 1998 : Infos FM (NewsRadio)
- 2000 : Les Anges du bonheur (Touched by an Angel)
- 2000 : Charmed
- 2001-2002 : Gilmore Girls